# Baunach
Baunach est une ville de Bavière (Allemagne), située dans l'arrondissement de Bamberg, dans le district de Haute-Franconie.